# Federació d'Escoltisme d'Israel
La Federació d'Escoltisme d'Israel (en hebreu: התאחדות הצופים והצופות בישראל) (transliteració: Hitachdut HaTzofim VeHaTzofot BeYisrael) és una federació de les cinc organitzacions d'exploradors d'Israel. 92.500 nens i nenes pertanyen a les organitzacions de la federació.

## Història

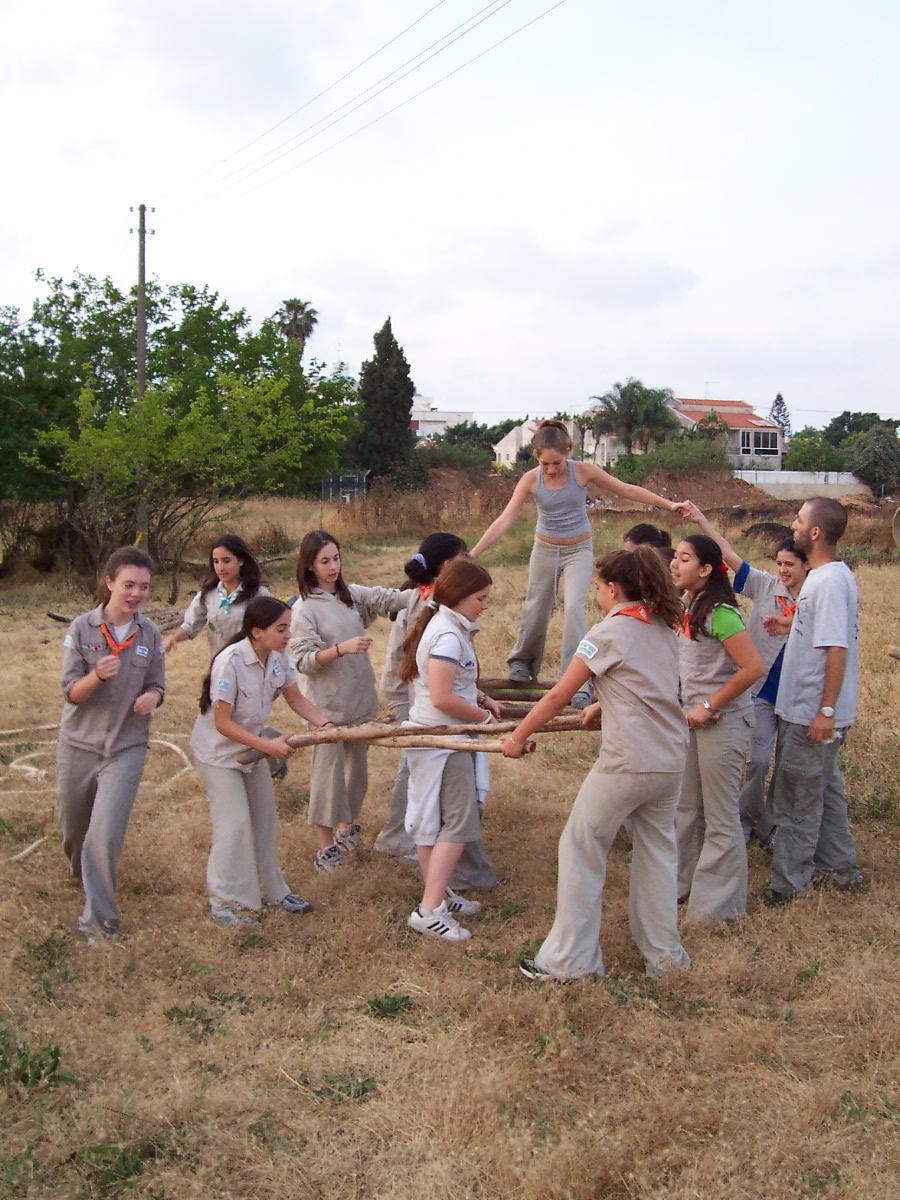
Els exploradors israelians fan una activitat.

Els primers grups d'exploradors i guies es van fundar en 1919. La federació es va crear en 1954 sota el patrocini del Ministeri d'Educació d'Israel. El moviment escolta israelià va esdevenir membre de l'organització mundial del moviment escolta en 1951, després de l'establiment de l'estat d'Israel va esdevenir membre de l'associació mundial de guies escoltes en 1963.
En 2009, els Tzofim van celebrar el seu 90° aniversari. Per commemorar l'ocasió, el Primer Ministre d'Israel, Benyamin Netanyahu, es va reunir amb els membres de Tzofim en la seva oficina, on els va explicar històries de la seva joventut amb els exploradors de Modin a Jerusalem.

## Principis[calcitació]
Les tropes escoltes a Israel sempre han estat mixtes. La federació d'escoltisme d'Israel consisteix en tropes jueves, àrabs, musulmanes, cristianes i druses. Els Tzofim estan oberts a tots, independentment de la raça, el color, el credo o la posició socioeconòmica. Els exploradors israelians provenen de tots els sectors de la societat del país.
Els objectius de la federació són: 
1. servir com l'organització paraigua per a totes les unitats d'exploradors a Israel.
2. enfortir el govern del moviment scout a Israel.
3. generar canals de cooperació entre totes les organitzacions scout, especialment entre els exploradors hebreus, àrabs i drusos.
4. reforçar l'educació sobre els valors socials, la convivència i la tolerància entre àrabs, jueus i drusos, lleialtat a la nació i fomentar sentiments de justícia, ajuda mútua i relacions interpersonals basades en la veritat i el respecte, amb la intenció de la autorrealización.
5. desenvolupar i coordinar la relació entre els scouts a Israel i l'Organització Mundial del Moviment Scout i els moviments scout en altres països.
6. ajudar a fer avançar i a nodrir el nivell del moviment scout entre les poblacions joves en les diverses organitzacions scout, per assumir la responsabilitat d'organitzar i liderar a les tropes exploradores.

## Organitzacions de la federació[calcitació]
Els membres de la federació són:

### Exploradors hebreus
- Moviment dels Exploradors Hebreus d'Israel: 80.000 membres.

### Exploradors àrabs i drusos
- Moviment dels Exploradors Àrabs i Drusos: 12.500 membres.
  - Associació d'exploradors drusos d'Israel: 5.000 membres.
  - Associació d'exploradors catòlics a Israel: 3.000 membres.
  - Associació d'exploradors ortodoxos a Israel: 2.500 membres.
  - Associació d'exploradors àrabs a Israel: 2.000 membres.